# مهندسی ساختمان

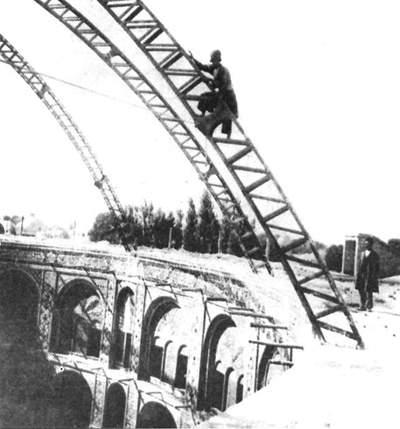
سازهٔ سقف تکیهٔ دولت تهران، زمان قاجار

به یک ساختار معماری یا مهندسی ثابت که مجزا از دیگر ساختارها قابل تشخیص باشد یک سازه یا ابنیهٔ فنی می‌گویند. سازه بخشی از حجم است که بارهای وارده را تحمل و به محیط اطراف منتقل می‌سازد. شایان ذکر است که در سازه‌های معماری نیروها (بارهای مرده، زنده، زلزله، برف و باد) از طریق تیرچه‌ها به تیر اصلی و از تیر اصلی به ستون‌ها و از ستون‌ها به پی منتقل می‌شود و پی‌ها نیروها را به خاک منتقل می‌کنند؛ به عبارت دیگر، سازه حافظ فرم خارجی اجسام در برابر بارهای وارده است.
سازه یا آزاد است، یعنی اتصال مشخصی با زمین ندارد، مانند هواپیما که یک نوع سازه است، یا ممکن است غیرآزاد باشد، یعنی اتصال مشخصی با زمین دارد.
سازه ممکن است دائمی باشد، مانند ساختمان‌ها، پل‌ها، سدها و دکل‌های برق، یا موقتی باشد، مانند چادرهای نمایشگاهی، دکل‌های تبلیغاتی و داربست‌های فلزی.امروزه مدل‌سازی اطلاعات ساختمان تغییر شگرفی در صنعت ساختمان کشورهای پیشرفته به وجود آورده است و بهره وری این بخش را افزایش داده است.

## طبقه‌بندی سازه‌ها
- سازه‌های وزنی
- سازه‌های لایه‌ای
- سازه‌های اسکلتی: ۱. قاب ۲. خرپا
- سازه‌های پوسته‌
- سازه‌های ترکیبی

## اعضای سازه
اعضای سازه عبارتند از تیر، ستون، دستک، شبکه، کابل و شمع، و دال. بیشترِ مصالحی که در یک سازه استفاده می‌شود بتن و فولاد است.

## انواع شمع ساختمانی و مشخصات سازه‌ای آن‌ها
در کارهای ساختمانی انواع مختلفی از شمع‌ها، بر حسب شرایط تحت الارضی ، سطح آب زیر زمینی ، و نوع باری که باید حمل شود ،  مورد استفاده قرار می‌گیرد . 

شمع‌ها بر حسب مصالحی که از آن ساخته می‌شوند ، دارای انواع زیر هستند :  
1-شمع‌های فولادی 
2-شمع‌های بتنی  
3-شمع‌های چوبی  
4-شمع‌های مرکب 